# Elio Gaspari
Elio Gaspari (Nápoles, 1944) é um jornalista e escritor ítalo-brasileiro. Em 2016, foi homenageado com o Prêmio Vladimir Herzog.

## Biografia
Nascido na Itália, Gaspari chegou ao Brasil em 1949 em companhia de sua mãe Anna Giacchetti. Começou a carreira jornalística num semanário chamado Novos Rumos, e depois foi auxiliar do colunista social Ibrahim Sued, passando a seguir por publicações de destaque, como o Diário de São Paulo, a revista Veja e o Jornal do Brasil.
É colunista do jornal Folha de S.Paulo, jornal diário de São Paulo, onde está radicado, tendo seus artigos difundidos para outros jornais, dentre os quais O Globo do Rio de Janeiro, Correio do Povo de Porto Alegre, O POVO de Fortaleza e A Tribuna de Vitória
Em seus artigos, trata com ironia as personalidades. Para tanto, lança mão de personagens como Madame Natasha, professora de português que "condena a tortura do idioma" e vive concedendo "bolsas de estudo" àqueles que se expressam de modo empolado. Já Eremildo, o idiota, é uma sátira aos que usam indevidamente o dinheiro público.
Dono de consagrada carreira no mundo jornalístico, publicou uma série de cinco livros sobre a ditadura militar brasileira, dividida em duas partes, as Ilusões Armadas e O Sacerdote e o Feiticeiro. Importante documento deste período histórico do Brasil, Gaspari havia em 1984 iniciado suas pesquisas a partir de uma bolsa de estudos no Wilson Center for International Scholars, cuja temática seria centrada nas principais figuras do período ditatorial: os generais Ernesto Geisel e Golbery do Couto e Silva. Embasado em documentos pessoais de ambos, a obra deslinda os bastidores do regime militar que por duas décadas mergulhou o Brasil no regime de exceção.

## Crítica: revisionismo histórico
Para Gilberto Grassi Calil, a obra de Gaspari representa um revisionismo da ditadura militar, apresentando para tanto argumentos como a responsabilização da esquerda pelo Golpe de 1964, por apresentar uma visão simpática aos chamados “moderados” do regime, pela forma com que desqualifica a resistência armada e ainda por tratar de modo não-crítico ao processo de transição para a democracia, de forma que reduz o período ditatorial a somente onze anos (de 1968 a 1979) em vez do período real (de 1964 a 1985), periodização deturpada que muitas vezes é replicada.